# Estação Lourenço de Albuquerque
A Estação Lourenço de Albuquerque é uma das estações da Linha Azul do Sistema de Trens Urbanos de Maceió, situada em Rio Largo, ao lado da Estação Rio Largo. É uma das estações terminais do sistema.
Foi inaugurada em 02 de dezembro de 1884.